# Anton Sogl
Anton Sogl (17. srpna 1892 Drnholec – 24. února 1958 Rauenberg) byl československý politik německé národnosti a meziválečný poslanec Národního shromáždění za Sudetoněmeckou stranu.

## Biografie
V parlamentních volbách v roce 1935 se stal poslancem Národního shromáždění. Bydlel v Drnholci. Na podzim 1938 v souvislosti se změnami hranic Československa ztratil svůj mandát.
Podle údajů z roku 1935 byl profesí rolníkem a starostou města Drnholec. Funkci starosty tohoto města vykonával v letech 1924–1938. Pak byl krátce československými úřady internován a poté, po anexi Sudet Německem, byl jmenován do funkce okresního vedoucího NSDAP v Mikulově.